# Samuel Gigot
Samuel Florent Thomas Gigot (Aviñón, 12 de octubre de 1993) es un futbolista francés. Juega de defensa y su equipo es la S. S. Lazio de la Serie A.

## Trayectoria
Formado en la cantera del Arles-Avignon, Gigot debutó en la Ligue 2 el 30 de agosto de 2013 contra el Chamois Niortais.
El 4 de junio de 2018 firmó un contrato por cuatro años con el F. C. Spartak de Moscú. En el equipo moscovita estaría ese periodo de tiempo, ya que el 29 de enero de 2022 se hizo oficial su fichaje por el Olympique de Marsella pero que completaría el final de temporada en Rusia como cedido.
El 30 de agosto de 2024, después de dos campañas en Marsella, fue prestado a la S. S. Lazio.

## Estadísticas

### Clubes
Actualizado al último partido disputado el 18 de mayo de 2025 (no incluye encuentros por equipos reserva).
| Club                           | Div.          | Temporada     | Liga  | Liga  | Copas nacionales | Copas nacionales | Copas internacionales | Copas internacionales | Total | Total |
| Club                           | Div.          | Temporada     | Part. | Goles | Part.            | Goles            | Part.                 | Goles                 | Part. | Goles |
| ------------------------------ | ------------- | ------------- | ----- | ----- | ---------------- | ---------------- | --------------------- | --------------------- | ----- | ----- |
| A. C. Arles-Avignon Francia    | 2.ª           | 2013-14       | 9     | 0     | 3                | 0                | ―                     | ―                     | 12    | 0     |
| A. C. Arles-Avignon Francia    | 2.ª           | 2014-15       | 23    | 4     | 6                | 0                | ―                     | ―                     | 29    | 4     |
| A. C. Arles-Avignon Francia    | Total club    | Total club    | 32    | 4     | 9                | 0                | 0                     | 0                     | 41    | 4     |
| K. V. Kortrijk · Bélgica       | 1.ª           | 2015-16       | 28    | 0     | 3                | 0                | ―                     | ―                     | 31    | 0     |
| K. V. Kortrijk · Bélgica       | 1.ª           | 2016-17       | 20    | 2     | 2                | 0                | ―                     | ―                     | 22    | 2     |
| K. V. Kortrijk · Bélgica       | Total club    | Total club    | 48    | 2     | 5                | 0                | 0                     | 0                     | 53    | 2     |
| K. A. A. Gante · Bélgica       | 1.ª           | 2016-17       | 16    | 0     | ―                | ―                | 4                     | 0                     | 20    | 0     |
| K. A. A. Gante · Bélgica       | 1.ª           | 2017-18       | 40    | 2     | 2                | 0                | 2                     | 0                     | 44    | 2     |
| K. A. A. Gante · Bélgica       | Total club    | Total club    | 56    | 2     | 2                | 0                | 6                     | 0                     | 64    | 2     |
| F. C. Spartak de Moscú · Rusia | 1.ª           | 2018-19       | 9     | 1     | 0                | 0                | 2                     | 0                     | 11    | 1     |
| F. C. Spartak de Moscú · Rusia | 1.ª           | 2019-20       | 26    | 4     | 4                | 0                | 4                     | 0                     | 34    | 4     |
| F. C. Spartak de Moscú · Rusia | 1.ª           | 2020-21       | 26    | 3     | 1                | 0                | ―                     | ―                     | 27    | 3     |
| F. C. Spartak de Moscú · Rusia | 1.ª           | 2021-22       | 27    | 2     | 3                | 0                | 8                     | 0                     | 38    | 2     |
| F. C. Spartak de Moscú · Rusia | Total club    | Total club    | 88    | 10    | 8                | 0                | 14                    | 0                     | 110   | 10    |
| Olympique de Marsella Francia  | 1.ª           | 2022-23       | 26    | 2     | 2                | 0                | 5                     | 0                     | 33    | 2     |
| Olympique de Marsella Francia  | 1.ª           | 2023-24       | 21    | 3     | 2                | 0                | 10                    | 0                     | 33    | 3     |
| Olympique de Marsella Francia  | Total club    | Total club    | 47    | 5     | 4                | 0                | 15                    | 0                     | 66    | 5     |
| S. S. Lazio · Italia           | 1.ª           | 2024-25       | 15    | 2     | 2                | 0                | 6                     | 0                     | 23    | 2     |
| S. S. Lazio · Italia           | Total club    | Total club    | 15    | 2     | 2                | 0                | 6                     | 0                     | 23    | 2     |
| Total carrera                  | Total carrera | Total carrera | 286   | 25    | 30               | 0                | 41                    | 0                     | 357   | 25    |
| 1. 2.                          |               |               |       |       |                  |                  |                       |                       |       |       |

## Palmarés

### Títulos nacionales
| Título        | Club                   | País  | Año  |
| ------------- | ---------------------- | ----- | ---- |
| Copa de Rusia | F. C. Spartak de Moscú | Rusia | 2022 |

## Vida personal
Su hermano Tony Gigot es rugbista profesional.